# マイクログラフィックス
マイクログラフィックス(Micrografx Inc.)はかつて存在したアメリカ合衆国のコンピュータ用ソフトウェア会社である。1982年に設立され、コンシューマー、ビジネスグラフィックソフトウェアを開発、販売した。
特にMicrosoft Windows向けグラフィックソフトウェアの供給を行っていたが、2001年に競合であったコーレルに買収されている。
日本法人としてはマイクログラフィックス株式会社を1992年に設立、コーレルによる買収に伴って2002年4月コーレル株式会社に社名変更された。なお、2004年に改めてコーレル本社の日本法人としてコーレル株式会社が設立されている。

## 主な製品
- Windows Draw コンシューマー向けドローソフト
- Micrografx Designer プロフェッショナル向けドローソフト(コーレル買収後は、Corel Designerとして継続)
- Picture Publisher ハイエンド向け画像処理ソフト
- Micrografx Simply 3D コンシューマー向け3Dグラフィックソフト
- iGrafx ビジネス向けグラフィック統合ツール (コーレル買収後もコーレル側で取り扱いあり)